# Kostarika na Letních olympijských hrách 1988
Kostarika se účastnila Letní olympiády 1988 v jihokorejském Soulu. Zastupovalo ji 16 sportovců (9 mužů a 7 žen).

## Medailisté
| Medaile | Jméno          | Sport   | Soutěž                  |
| ------- | -------------- | ------- | ----------------------- |
| Stříbro | Silvia Pollová | Plavání | ženy 200 m volný způsob |